# 政治
政治（英語：Politics）是由各种团體进行集体决策的一个过程，也是各种团體或个人为了各自的領域所结成的特定关系，尤指對於社會群體的統治，例如統治一個國家，亦指對於一國內外事務之監督與管制。狹義来说，这个词多用来指政府、政党等治理国家的行为。然而社会学家也用来指涉包括各种利益机构、学校、宗教机构在内的相互之间的关系。
从人类社会学来讲，政治是人类社会中存在的一种非常重要的社会现象，它影响到人类生活的各个方面。这个社会现象非常复杂，因而在不同历史时期、不同文化、不同语言，以及从不同学科角度，不同的学者对他的论述也不相同。而且政治内涵的本身也在不断的变化，因此对政治的阐释也充满了争议，始终没有一个确切公认的定义。
政治学是专门以政治为研究对象的一门社会科学，研究政治行为的理论和考察权力的获得与行使。另外利益分配被認為是政治的核心問題之一。

## 词源
不少西方語言中的「政治」一词（法語Politique、德語Politik、英語Politics），都来自希腊语，这个词可以考证出的最早文字记载是在《荷马史诗》中，最初的含义是城堡或卫城。古希腊的雅典人将修建在山顶的卫城称为“阿克罗波里”，简称为“波里”。城邦制形成后，“波里”就成为了具有政治意义的城邦的代名词。政治成为了城邦公民参与的统治和管理活动。
中文的“政治”一词很早就有使用。《尚書·毕命》有“道洽政治，泽润生民”；《周礼·地官·遂人》有“掌其政治禁令”。这时一般都是将“政”与“治”分开使用，各有其不同的含义。政治乃社會人生事業之一支，斷不能脱離全部社會人生而孤立，故任何一國之政治，必與其國家自己傳統文化民族哲學相訢合，始可達於深根寧極長治久安之境地:1。
在中国古代，“政”一般表示：
- 朝代的制度和秩序，例如“大乱宋国之政”
- 一种统治和施政的手段，如“礼乐刑政，其极一也”
- 符合礼仪的道德和修养，如“政者正也，子帅以政，孰敢不正”
- 朝廷中君主和大臣们的政务活动，如“其在政府，与韩琦同心辅政”

“治”在中国古代则一般表示
- 安定祥和的社会状态，如“天下兼相爱则治”
- 统治、治国等治理活动，例如“修身、齐家、治国、平天下”

中国古代的这些“政治”的含义，
现代中文里的“政治”一词源于日本人翻译西方语言时用汉字创造的和制汉语。当英文的从日本传入中国时，人们在汉语中找不到与之相对应的词。孙中山认为应该使用“政治”来对译，认为“政就是众人之事，治就是管理，管理众人之事，就是政治。”他的这一说法在当时的中国非常具有影响力。孫中山認為，「政治」譯成英文是，有三個意思：「一個是國政，就是政府中所行的國家大事；一個是黨爭，就是政黨中彼此所用的詭謀；一個是說是非，就是像以前所舉的家庭是非之例。」

## 古代政治

### 希腊
古希腊的政治是城邦政治。年满20岁的公民（不包括妇女、奴隶和外邦人）都参与城邦的管理和统治工作。在古希腊人看来，人是具有德性的，人生活的意义在于实践自己的德行。人是天生的政治动物，因此人也就是天生有德性的动物。人们在公共活动中充分展现他的德行。亚里士多德说：“政治的目标是追求至善。”他認為一切學術皆是為了追求幸福，而政治學用以協調，並追求整體的幸福。
城邦公民之间的通过说服来达到政治目的。肯尼斯·米诺格认为，在古希腊，“人与人之间在政治关系上是完全平等的，大家都只是服从自己制定的法律，并轮流做统治者和被统治者。”

### 罗马
罗马共和国的政体本质上是一种和古希腊一样的城邦政体。这时的政治就是共和国的活动。“共和国”（Res Public）中的publicus（公共）源自populus（人民）。当时这个词的意思是“人民的共同事务”。在古罗马的政治中，对共和国的建立和维持是其核心。
在罗马人看来，王权统治是一种奴役。因此罗马人设立了两名执政官和保民官来维持这种统治。为了维护人民的自由，古罗马发展出了三种不同的权力和两种和谐状态：
不同的权力
- potentia，实在的权力
- potestas，根据制度设置的职位所具有的权利和权力
- 权威（auctoritas），在政治活动和制度中对宗教和祖先的崇拜，表现为元老院的承袭体制和对政治的咨询权

和谐状态
- 奉公守法
- 自由辩论

### 中国
中国古代的政治和西方包括古希腊的政治含义有很大不同。中国古代的政治很大意义上是君主和大臣管理和统治国家的活动。这种政治被宣扬为上承天命，因而施行善政才能上合天意，而恶政则违背天道，会受到惩罚。
中国古代的政治贯穿了个人的日常生活，道德是衡量政治活动的标准。在这种政治下，缺乏制度上的规范，政治的运作更多依靠道德规范。

### 中世纪
中世纪的欧洲政治是处于古代政治和现代政治的转型期。随着西罗马帝国的灭亡，城邦体制被破坏，逐渐形成了赏赐和分封体制，政治已经不再是所有公民平等参与的公共活动，而成为了国王和大臣们的活动。政治已经不是为了共同起源、共同信仰而实现正义的活动，而成为了一种利益政治。政治活动中解决问题的手段由对话和说服，变成了暴力和战争，成为了统治与被统治的关系。政治的超越意义已经不存在。托马斯·阿奎那把亚里士多德的名言“人依其本性是政治的动物”改成了“人依其本性是社会的动物”。
随着基督教的兴起和发展，宗教信仰成为了人们所追求的人生意义，而不是古代时候的政治。从封建统治下发展出来的这种政治成为了现代政治的起源。

## 现代政治

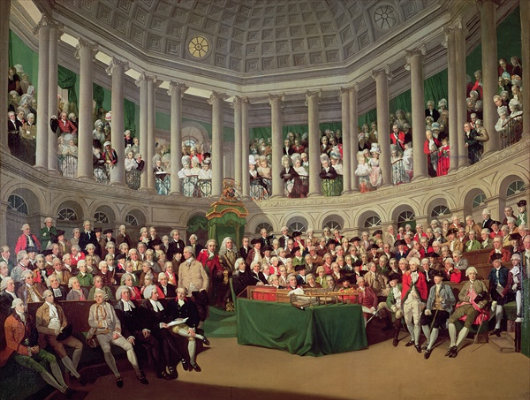
1780年時愛爾蘭王國國會的眾議院

现代政治是在1648年威斯特伐利亚和约確立的国家體系下发展出来的。在民族國家內部，市民社会的兴起形成了一种以私人權益为基础的社会关系，从而经济生活对政治權威产生了制約；世俗君王或共和政權從此需从经济中寻求其合法性，政治的职能变成了维护经济利益的展开。因此馬克思提出，政治是以经济为基础的上层建筑，是经济的集中表现，是以权利为核心的各种社会活动和社会关系的总和。1789年的法国大革命对现代政治具有很重要的影响。自此，政治成为了获得、保持、夺取权力的各种活动的总称。
同一時期，為保障各自的安全及利益，現代國家逐漸將處理外部事務視為政府日常職能之一，國際關係因而成為現代政治的重要課題。為管理日趨繁雜的國際事務，各國政府共同建立起外交、國際法等現代國際制度，甚至授權成立各種國際組織。除了傳統的安全課題，在地理大發現以來經濟全球化的趨勢下，國際政治的範圍也逐漸擴展至國際政治經濟的管理，以及其他地緣政治以外的事務。
1917年十月革命以來，在世界各地陸續建立的共产主义国家接受了马克思主义的政治观，认为“一切阶级斗争都是政治斗争”，“政治就是各阶级之间的斗争，政治就是反对世界资產阶级而争取解放的无产阶级的关系”，而將國內政治視為全球國際共產主義運動的一部份，並根據相關學說理論制定其內政及對外政策。這樣的政治型態在20世紀後期東歐共產主義國家集團和蘇聯相繼解體後，僅在少數國家得以存續。

### 政黨政治
政党是以執政或是促進或保障特定政治理念為目的政治組織，多半會參與選舉或是抗議等政治活動，政党一般會有其意識形態，也會提出其政綱。
政黨政治是指一個國家通過政黨來行使國家政權的一種形式。政黨可能以合法选举、政治革命或军事政变的方式执掌政权，成为执政党，在野党则会以监督或反对党的方式来影响国家政权的行使。而民众通过为政党工作或投票赞成自己支持的政党，來间接的影响公共政策。依政黨體系的不同，又可以分為一党独裁制、一黨優勢制、兩党制及多党制等。

### 政治光譜
政治光譜是一個衡量個人及政黨政治立場傾向（即不同意識形態）的工具，會由一至多個軸線構成。政治光譜有很多種，如政治羅盤、Pournelle 图等，大部份的都會區分出左派（社會主義傾向）和右派（保守主義傾向），這是從18世紀法國議會的坐席方向沿襲而來的，也衍生出左派、右派和中間派的術語。
有些政治光譜除了左派和右派後還加入其他的因素，或是如諾蘭曲線在政治及經濟二個面向來區分右派（威權主義）與左派（自由主義）。

## 政治腐敗
政治腐敗是指政府官員為了個人不合法的利益，濫用政府權力。若因為其他原因而濫用政府權力（例如對反對者的政治迫害或是警察的暴行），不算是政治腐敗。個人或是組織的不當行為，若政府沒有直接參與，也不算是政治腐敗。只有政府官員的不當行為直接和其職位有關時，才算是政治腐敗。
政治腐敗的種類很多，包括貪腐、賄賂、利益輸送、勒索、裙帶關係、政治獻金、黑金、侵吞及竊盜統治等。估計每年全世界和政治腐敗有關的金錢約有十億美元。政府良好的法治、透明度及責任制都有助於避免政治腐敗。
沒有直捷了當的統計學方法來測定政治腐敗的程度。但有一些機構會發佈政治腐敗的相關數據。例如國際非政府組織透明國際每年會基於專家對不同國家腐敗程度的印象，而公佈各國的清廉指數，2012年的前三名分別是丹麥、芬蘭及紐西蘭。

## 不同学科中的政治概念
由于政治的复杂性，不同学科、不同学者对政治的理解和对其概念的定义也不相同。

### 政治学
在政治学中，政治首先被作为一个研究对象对待。政治学在美国形成初期，政治被理解为以宪法、法律和正式机构为代表的政治制度。
在行为主义产生后，权力成为了理解政治的一个主要因素。早期的行为主义者拉斯韦尔认为“政治学是对权势和权势人物的研究”。羅伯·道爾也认为政治体系“是任何重大程度上涉及控制、影响力、权力和权威的人类关系的持续模式。”
新制度主义政治学兴起后，从行为主义对权力的过分关注重新定位于对各种政治制度的研究。
香港中文大學政治及行政系副教授周保松認為，不少人認為政治本質是爭權奪利爾虞我詐，區分敵我階級鬥爭，是不談對錯只論權術，以道德要求政治是不務實不成熟，好心做壞事；無法否認現實政治有此等現象，但實然不等於應然，努力希望通過制度去保障權利福祉，避免個體受壓迫宰制；從孔子到馬克思，建構政治道德有助理解道德判斷和情感，推動人類社會進步；人不純粹自利，有意願和能力與其他人合理生活:3-4。政治目的是找方法協調合作，解決爭端，建立穩定正當政治秩序。因為活在一起，人是多元的，難免有衝突，各人都有信念和追求，政治就會出現:5。政治正是希望透過制度建立秩序，擺脫暴力解決紛爭；政治不是如何取得和行使權力，而是權力如何才正當；需要制度確保行使權力者得到授權監督:6。盧梭在《社會契約論》說，只有國家將「力量轉變為權利，服從轉變成責任」，權力才正當。

### 经济学
从经济学角度看，政治是一种功能化的活动。从古典政治经济学到马克思主义，都认为政治是在一定经济基础和生产关系上的上层建筑，是一定时期之内经济关系的集中体现。在一定程度上，世界体系论者和依附理論者也是这种看法。
现代的西方经济学则把政治关系看作是一种交换关系。他们大多从个人主义的角度考察政治，认为政治为市场服务，政治活动是理性的经济人为了自己的最大利益而展开的一系列计算和运筹过程。
布坎南从公共选择理论看政治，认为个人在市场中的活动和在国家中的活动都是一种交换关系。

### 社会学
从社会角度看，政治组织、政治关系被认为是社会组织和社会关系演化的高级阶段。从社会分工角度看，政治就是为了协调社会的正常运转。
在社会学家眼中，政治成为了社会的一种功能。

### 法学
从法学角度，政治是一种法律现象，它是立法、执法、守法的过程。因此作为政治核心的国家在一些法学家看来，是为执行法律而设置的；而也有人认为国家本身也是一个法人。

### 人类学
在文化人类学中，政治被看作是一种象征、信仰体系、符号。文化人类学家克利福德·格爾茨（Clifford Geertz）認为“一个国家的政治反映着它的文化格式。”